# Profilaxi (escacs)
|  | Aquest article tracta sobre escacs. Vegeu-ne altres significats a «profilaxi». |

En el escacs, la profilaxi (del grec προφυλαξις, "prophylaxis", guardar o prevenir per endavant) es refereix a una o més jugades (jugades profilàctiques) que pretenen evitar que l'oponent actuï en una àrea determinada per por a patir-ne les conseqüències. La finalitat d'una jugada profilàctica no només és millorar la posició pròpia, sinó evitar que l'oponent millori la seva. Potser la jugada profilàctica més comuna sigui la d'avançar un peó de l'enroc, preferentment el peó de torre, per evitar el mat de la vuitena fila.
En un sentit més estratègic, la profilaxi dona lloc a un joc molt posicional i sovint frustrant per a jugadors més tàctics. Els jugadors que juguen amb un estil profilàctic prevenen l'inici del joc tàctic, el qual amenacen amb conseqüències desagradables. Un dels avantatges d'aquest estil de joc és que fa que un jugador molt agressiu perdi la paciència i cometi un error, al mateix temps que minimitza el risc. El desavantatge és que és una estratègia que falla sovint contra jugadors que es conformen amb unes taules.
Cal tenir en compte, però, que qualsevol jugada que eviti que l'oponent amenaci alguna cosa pot considerar-se profilàctica, malgrat que aquesta paraula no descrigui bé l'estil de joc del jugador. Per exemple, Mikhaïl Tal i Garri Kaspàrov jugaven sovint h3 a l'obertura Ruy López, una jugada profilàctica pensada per evitar que les negres juguin Ag4 i clavin el cavall de f3. Nogensmenys, cap dels dos jugadors es pot qualificar de profilàctic. Tots els Grans Mestres fan ús d'alguna mena de profilaxi en les seves partides.
Alguns jugadors coneguts pel seu estil profilàctic són:
- Aron Nimzowitsch
- Tigran Petrossian
- Anatoli Kàrpov